# Scottish Championship 2020-2021
La Scottish Championship 2020-2021 è stata l'ottava edizione dell'omonima competizione e la 115ª edizione totale della seconda serie del campionato di calcio scozzese. La stagione è iniziata il 17 ottobre 2020 e si è conclusa il 30 aprile 2021. Gli Hearts hanno vinto il torneo per la terza volta nella loro storia e sono stati promossi in Premiership.

## Stagione

### Novità
Dalla Scottish Premiership 2019-2020 sono retrocessi gli Hearts, mentre dalla Scottish League One è stato promosso il Raith Rovers. Queste squadre sostituiscono rispettivamente Dundee United (promosso in Premiership) e Partick Thistle (retrocesso in League One).

### Regolamento
Il campionato è composto di 10 squadre che si affrontano in gironi di andata-ritorno-andata per un totale di 27 giornate.

La prima classificata viene promossa direttamente in Scottish Premiership. La 2ª, la 3ª e la 4ª classificata e l'11ª classificata della Scottish Premiership 2020-2021 si affrontano nei playoff per un posto in Scottish Premiership.

L'ultima classificata viene retrocessa direttamente in Scottish League One. La 9ª classificata partecipa ai playoff per un posto in Scottish Championship assieme alla 2ª, alla 3ª e alla 4ª classificata in Scottish League One 2020-2021.

### Avvenimenti
Gli Hearts hanno vinto il campionato alla quartultima giornata, dopo aver trascorso al primo posto gran parte della stagione. Il Dundee si è classificato in seconda posizione, a lungo contesa col Raith Rovers che è stato superato all'ultimo turno.

## Squadre partecipanti
| Squadra            | Città       | Stadio             | Stagione precedente                           |
| ------------------ | ----------- | ------------------ | --------------------------------------------- |
| Alloa Athletic     | Alloa       | Recreation Park    | 8º posto in Scottish Championship             |
| Arbroath           | Arbroath    | Gayfield Park      | 5º posto in Scottish Championship             |
| Ayr Utd            | Ayr         | Somerset Park      | 4º posto in Scottish Championship             |
| Dundee             | Dundee      | Dens Park          | 3º posto in Scottish Championship             |
| Dunfermline        | Dunfermline | East End Park      | 6º posto in Scottish Championship             |
| Greenock Morton    | Greenock    | Cappielow Park     | 7º posto in Scottish Championship             |
| Hearts             | Edimburgo   | Tynecastle Stadium | 12º posto in Scottish Premiership, retrocesso |
| Inverness          | Inverness   | Caledonian Stadium | 2º posto in Scottish Championship             |
| Queen of the South | Dumfries    | Palmerston Park    | 9º posto in Scottish Championship             |
| Raith Rovers       | Kirkcaldy   | Stark's Park       | 1º posto in Scottish League One, promosso     |

## Classifica finale
|  | Pos. | Squadra            | Pt | G  | V  | N  | P  | GF | GS | DR  |
|  | ---- | ------------------ | -- | -- | -- | -- | -- | -- | -- | --- |
|  | 1.   | Hearts             | 57 | 27 | 17 | 6  | 4  | 63 | 27 | +36 |
|  | 2.   | Dundee             | 45 | 27 | 12 | 9  | 6  | 49 | 40 | +9  |
|  | 3.   | Raith Rovers       | 43 | 27 | 12 | 7  | 8  | 45 | 36 | +9  |
|  | 4.   | Dunfermline        | 39 | 27 | 10 | 9  | 8  | 38 | 34 | +4  |
|  | 5.   | Inverness          | 36 | 27 | 8  | 12 | 7  | 36 | 31 | +5  |
|  | 6.   | Queen of the South | 32 | 27 | 9  | 5  | 13 | 38 | 51 | -13 |
|  | 7.   | Arbroath           | 30 | 27 | 7  | 9  | 11 | 28 | 34 | -6  |
|  | 8.   | Ayr Utd            | 29 | 27 | 6  | 11 | 10 | 31 | 37 | -6  |
|  | 9.   | Greenock Morton    | 29 | 27 | 6  | 11 | 10 | 22 | 33 | -11 |
|  | 10.  | Alloa Athletic     | 22 | 27 | 5  | 7  | 15 | 30 | 60 | -30 |

Legenda:

      Campione di Championship e promossa in Premiership 2021-2022
      Promossa in Premiership 2021-2022 dopo spareggio
      Retrocessa in League One 2021-2022
Tre punti a vittoria, uno a pareggio, zero a sconfitta.
La classifica viene stilata secondo i seguenti criteri:
- Punti conquistati
- Differenza reti generale
- Reti totali realizzate
- Punti realizzati negli scontri diretti
- Differenza reti negli scontri diretti
- Reti realizzate negli scontri diretti
- play-off (solo per definire la promozione, la retrocessione e i playoff)

## Spareggi

### Play-off Premiership/Championship

#### Quarto di finale

##### Andata
| Dunfermline 4 maggio 2021, ore 20:00 CEST Gara 1 | Dunfermline | 0 – 0 referto | Raith Rovers | East End Park\| Arbitro: \| S. Kirkland \| |
| Arbitro:                                         | S. Kirkland |               |              |                                            |

##### Ritorno
| Arbitro: | G. Aitken |

|                      |           |  |
| Vaughan 64’ Ugwu 89’ | Marcatori |  |

#### Semifinale

##### Andata
| Arbitro: | N. Walsh |

|  |           |                         |
|  | Marcatori | 22’, 55’ McGhee 84’ Sow |

##### Ritorno
| Arbitro: | D. Robertson |

|  |           |             |
|  | Marcatori | 21’ Vaughan |

#### Finale

##### Andata
| Arbitro: | John Beaton (Motherwell) |

|                    |           |               |
| McGhee 6’ Adam 47’ | Marcatori | 77’ Haunstrup |

##### Ritorno
| Arbitro: | Bobby Madden (East Kilbride) |

|                     |           |                        |
| Lafferty 69’ (rig.) | Marcatori | 7’ Mullen 12’ Ashcroft |

### Play-off Championship/League One

#### Semifinali
| Andata:        |                 |             |                 |                            |
| 8 maggio 2021  | Montrose        | 2 – 1       | Greenock Morton | Montrose, Links Park       |
| 8 maggio 2021  | Cove Rangers    | 1 – 1       | Airdrieonians   | Aberdeen, Balmoral Stadium |
| Ritorno:       |                 |             |                 |                            |
| 11 maggio 2021 | Greenock Morton | 3 – 1 (dts) | Montrose        | Greenock, Cappielow Park   |
| 11 maggio 2021 | Airdrieonians   | 3 – 2 (dts) | Cove Rangers    | Airdrie, Excelsior Stadium |

#### Finale
| Andata:        |                 |       |                 |                            |
| 18 maggio 2021 | Airdrieonians   | 0 – 1 | Greenock Morton | Airdrie, Excelsior Stadium |
| Ritorno:       |                 |       |                 |                            |
| 21 maggio 2021 | Greenock Morton | 3 – 0 | Airdrieonians   | Greenock, Cappielow Park   |